# Dantes Cardosa
Dantes Cardosa González (La Habana, 28 de mayo de 1976) es un cantante y bailarín cubano radicado en Perú, que ha desarrollado su carrera artística en la salsa, timba y cumbia. Alcanzó un reconocimiento al haber sido parte de la banda musical La Charanga Habanera y tras formar parte de diferentes agrupaciones, emprendió una carrera solista.

## Biografía

### Primeros años
Nació el 28 de mayo de 1976 en La Habana, capital de la República de Cuba, bajo el nombre de Dantes Cardosa González. Es hermano del también cantante cubano Dayán Cardosa, quien fue pareja de la cantante criolla peruana Lucía de la Cruz.
Tras concluir sus estudios en la Escuela de Danza de Tropicana, comenzó su carrera artística a los diecisiete años, formando parte del grupo musical local Impacto Latino allá por 1993, desempeñándose como el vocalista principal. Previo a ello, trabajó como bailarín en la discoteca de su ciudad City Hall.
Más tarde, se uniría al otro conjunto Bakuleye con el mismo rol, en el cual interpretaría el sencillo Ula ula, teniendo una gran aceptación a nivel nacional. Con Bakuleye, participó en representación de su país en el Festival Mundial de la Juventud, en la ciudad de Lisboa.

### La Charanga Habanera
Pero no fue hasta el año 1999, cuando le llegaría la oportunidad de formar parte de la banda musical de salsa y timba La Charanga Habanera, donde interpretaría su tema musical «Riki Ricón», bajo la composición de Tirso Duarte y David Calzado, que tras el éxito del proyecto obtuvo un reconocimiento por parte de los Premios Lucas. En el año 2003, recibió los Premios Grammy por el álbum del conjunto Live in USA, donde incluyó a «Riki Ricón».
En el año 2002, formó su propio grupo musical Riki Band, renovándose con temas propios y la colaboración de Duarte, siendo Amor de primavera uno de ellos. Al año siguiente, fundó el otro conjunto Dantes y su Bomba, con el mismo formato del antecesor, agregando otros géneros como rap y balada romántica.
Producto de su fama como cantante de salsa y timba, le ha permitido a Cardosa a viajar al Perú en el año 2005, para luego incorporarse como participante del reality de baile Baila con las estrellas por el canal Panamericana Televisión, además de haber colaborado con la Asociación Perú Niñez para una causa social.
En el año 2007, volvió a su país natal para lanzarse por primera vez como solista, lanzando su CD debut En mi la fe, con la producción musical y composición de Pedro Camacho, contando con la presencia de la cantante Haila María Mompié, quien colaboró con Cardosa para cantar temas a dúo. Tras terminar sus proyectos musicales, forma la banda Dantes y la Novena, y más tarde, volvió a La Charanga Habanera en 2008, para la elaboración de los temas musicales «Juana Magdalena», «La miradera» y «La chica más bella».

### Grupo 5 y etapa solista
En octubre de 2011, regresa al Perú para incorporarse a la orquesta Grupo 5, trasladando de género a la cumbia peruana y obtuvo su radicación en el dicho país, y enero del año siguiente fue presentado de manera oficial. Como integrante de la banda de la familia Yaipén, fue intérprete de los sencillos «Alimaña», «Parranda la negrita», «Mix Chulla vida» y «El ritmo de mi corazón», siendo interpretados tiempo después, por el vocalista líder Christian Yaipén tras su salida de la orquesta en 2016. Según en su entrevista para un podcast, afirmó que el protagonismo de Yaipén en la banda fue la causa de su retiro.
En el año 2017, se sumó al otro conjunto Los 5 de Oro, en el cual interpretaría «Pa' que me invitan» al lado de John Kelvin.[cita requerida] Ya para 2020, fue parte de la elaboración del nuevo material El aventurero.
Al año siguiente, Cardosa retomó su carrera solista con su agrupación Dantes Cardosa & Orquesta y prestó su colaboración con Hermanos Villacorta para el nuevo LP Tú, obteniendo aceptación en las emisoras peruanas como Nueva Q.
En el año 2022, fue llevado de emergencia al hospital, producto de una hemorragia cerebral tras haberse desmayado debido a una infección estomacal. Según las declaraciones de su esposa Alisson Clavijo, fue dado de alta tras permanecer tres días de internamiento. Algunos medios de comunicación señalaron de su supuesta muerte, pero fue mentido por la familia de Cardosa. Tras lo sucedido, continuó normalmente con su carrera musical, en el cual volvió a interpretar sus temas musicales de La Charanga Habanera y Grupo 5, añadiendo su nuevo sencillo «Parranda la suavecita» en el año 2023.

## Discografía

### Álbumes de estudio
- 2007: En mi la fe

### LP
- 2018: La dueña
- 2021: La fuerza de mi corazón
- 2021: Nadie como tú
- 2021: Tú
- 2022: Sólo por un beso
- 2022: Ricky Ricón
- 2022: Juana Magdalena
- 2022: Me va a extrañar
- 2023: La boda
- 2023: Sólo tú
- 2023: Déjame ser
- 2023: Parranda la suavecita